# Lamb Holm
Lamb Holm är en liten holme i Orkneyöarna i Skottland. Lamb Holm är länkad till ön Mainland samt till Burray, Glimps Holm och South Ronaldsay av Churchill Barriers. 
Idag finns här ett kapell kallat Italian Chapel som byggdes av samma italienska krigsfångar som byggde barriären mellan öarna. Kapellet är öns huvudsakliga turistattraktion.